# Handball-DDR-Meisterschaft (Frauen) 1962/63
Die Handball-DDR-Meisterschaft der Frauen 1962/63 wurde zwischen September 1962 und Oktober 1963 im Hallen- und Feldhandball ausgetragen. Die Meister sowohl in der Halle als auch auf dem Feld wurden unter 20 Mannschaften ermittelt, die jeweils in zwei regionale Staffeln der DDR-Liga Frauen aufgeteilt waren. Die Staffelsieger spielten im Finale um die Meisterschaft.

## Hallenmeisterschaft

### Punktspiele
| Pl. | Mannschaft                   | Sp | S  | U | N  | Tore    | Punkte |
| 1   | SC Empor Rostock             | 18 | 15 | 1 | 2  | 143:078 | 31:05  |
| 2   | TSC Berlin                   | 18 | 14 | 2 | 2  | 153:082 | 30:06  |
| 3   | BSG Lok Rangsdorf            | 18 | 14 | - | 4  | 121:077 | 28:08  |
| 4   | BSG Post Halberstadt (N)     | 18 | 8  | 1 | 9  | 122:123 | 17:19  |
| 5   | SC Aufbau Magdeburg          | 18 | 7  | 1 | 10 | 107:114 | 15:21  |
| 6   | BSG Empor Halloren Halle (N) | 18 | 7  | 1 | 10 | 111:143 | 15:21  |
| 7   | BSG ZAB Dessau               | 18 | 6  | - | 12 | 113:145 | 12:24  |
| 8   | SC Traktor Schwerin (N)      | 18 | 5  | 2 | 11 | 080:102 | 12:24  |
| 9   | TSG Wismar                   | 18 | 4  | 2 | 12 | 090:131 | 10:26  |
| 10  | BSG Motor Frankfurt/O.       | 18 | 4  | 2 | 12 | 093:137 | 10:26  |

| Pl. | Mannschaft                 | Sp | S  | U | N  | Tore    | Punkte |
| 1   | BSG Fortschritt Weißenfels | 17 | 15 | 2 | -  | 153:068 | 32:02  |
| 2   | SC DHfK Leipzig            | 17 | 14 | 2 | 1  | 162:068 | 30:04  |
| 3   | SC Lok Leipzig             | 15 | 11 | 1 | 3  | 130:081 | 23:07  |
| 4   | SC Einheit Dresden (N)     | 17 | 9  | 2 | 6  | 115:092 | 20:14  |
| 5   | BSG Motor Weimar           | 16 | 7  | 1 | 8  | 103:109 | 15:17  |
| 6   | SG Dynamo Karl-Marx-Stadt  | 14 | 6  | - | 8  | 102:102 | 12:16  |
| 7   | BSG Motor Erfurt Nord      | 18 | 5  | 2 | 11 | 082:143 | 12:24  |
| 8   | BSG Lok Dresden            | 17 | 3  | 2 | 12 | 060:115 | 08:26  |
| 9   | BSG Chemie Zeitz           | 11 | 1  | 2 | 8  | 041:088 | 04:18  |
| 10  | BSG Fortschritt Burgstädt  | 16 | 1  | - | 15 | 056:138 | 02:30  |

* Hinweis: Die herangezogene Quelle Deutsches Sportecho gibt keinen Hinweis, ob die fehlenden Spiele noch ausgetragen wurden. Mit Blick auf die Meisterschaft 1963/64 steht fest, dass Zeitz und Burgstädt abgestiegen sind. 

### Endspiel – Halle
(3. März 1963)
BSG Fortschritt Weißenfels – SC Empor Rostock 5:3
Das Endspiel geriet zu einem einseitigen Geschehen, da die Weißenfelser Spielerinnen drückend überlegen waren. Mit rationellen und risikolosen Aktionen wurde der SC Empor über die gesamte Spieldauer sicher beherrscht. Durch eine schnelle 2:0-Führung durch Tore von Inge Schanding kam die nötige Sicherheit in die Reihen der BSG Fortschritt, mit langem Ballhalten wurde den Rostockerinnen der Spielfluss genommen. Diese hatte daran auch selbst reichlich Anteil, denn sie spielten zu zerfahren, ihre Angreiferinnen litten unter schlechtem Anspiel und die Weitwürfe waren zu unplatziert. Gut zwei Drittel des Spiels war Weißenfels im Ballbesitz, 30 Minuten lang machten die Rostocker Spielerinnen keine Anstalten, den Spielfluss des Gegners wirkungsvoll zu stören. Erst in den letzten zehn Minuten rafften sich die Ostseestädterinnen auf, mehr zu riskieren und kamen noch zu zwei Toren. Um das Spiel noch zu drehen, war es da jedoch schon zu spät. Souverän und ungefährdet kam die BSG Fortschritt Weißenfels zu ihrer fünften Hallenmeisterschaft.
| Weißenfels: Maudrich – Gisela Reinhardt (1), Gisela Herden, Inge Schanding (4), Kahnt, Monika Pullert; Erika Quarg, Jahn-Baumert, Bachmann, Hoffmann Rostock: Zaschwieja – Kokisch (1), Bergmann, Baumann (1), Kikillus, Ingrid Lemcke, Karin Sorge (1); Lodemann, Tiedemann, Apelt |
| Schiedsrichter: Carl (Coswig), Zuschauer: 4000 in der Werner-Seelenbinder-Halle (Ost-Berlin) |

## Feldmeisterschaft

### Punktspiele
| Pl. | Mannschaft                   | Sp | S  | U | N  | Tore    | Punkte |
| 1   | SC DHfK Leipzig              | 18 | 16 | 1 | 1  | 150:82  | 33:03  |
| 2   | SC Empor Rostock             | 18 | 13 | 2 | 3  | 140:63  | 28:08  |
| 3   | SC Aufbau Magdeburg          | 18 | 12 | 1 | 5  | 123:092 | 25:11  |
| 4   | TSC Berlin                   | 18 | 11 | 1 | 6  | 099:072 | 23:13  |
| 5   | BSG Empor Halloren Halle (N) | 18 | 6  | 5 | 7  | 074:085 | 17:19  |
| 6   | TSG Wismar                   | 18 | 5  | 4 | 9  | 078:076 | 14:22  |
| 7   | BSG ZAB Dessau               | 18 | 5  | 2 | 11 | 073:107 | 12:24  |
| 8   | BSG Traktor Dummerstorf      | 18 | 6  | - | 12 | 084:121 | 12:24  |
| 9   | BSG Post Halberstadt         | 18 | 5  | - | 13 | 072:103 | 10:26  |
| 10  | BSG Einheit Zerbst           | 18 | 3  | - | 15 | 046:138 | 06:30  |

| Pl. | Mannschaft                  | Sp | S  | U | N  | Tore    | Punkte |
| 1   | BSG Fortschritt Weißenfels  | 18 | 17 | 1 | -  | 178:044 | 35:01  |
| 2   | SC Lok Leipzig              | 18 | 15 | - | 3  | 159:063 | 30:06  |
| 3   | SC Einheit Dresden          | 18 | 13 | - | 5  | 091:080 | 26:10  |
| 4   | BSG Lok Rangsdorf           | 18 | 9  | 2 | 7  | 108:091 | 20:16  |
| 5   | SG Dynamo Karl-Marx-Stadt   | 18 | 9  | 2 | 7  | 093:097 | 20:16  |
| 6   | BSG Motor Weimar            | 18 | 8  | - | 10 | 065:095 | 16:20  |
| 7   | BSG Aktivist K.M. Zwickau   | 18 | 5  | 3 | 10 | 086:110 | 13:23  |
| 8   | BSG Fortschritt Cottbus (N) | 18 | 4  | 2 | 12 | 065:119 | 10:26  |
| 9   | BSG Lok Dresden             | 18 | 2  | 2 | 14 | 044:115 | 06:28  |
| 10  | SG Dynamo Leipzig           | 18 | 1  | 2 | 15 | 051:126 | 04:32  |

### Endspiel – Feld
(6. Oktober 1963)
BSG Fortschritt Weißenfels – SC DHfK Leipzig 7:4
Fortschritt Weißenfels verteidigte seinen Vorjahrestitel erfolgreich und machte das Double Hallen- und Feldmeisterschaft perfekt. Der Triumph der Weißenfelserinnen war jedoch lange Zeit nicht sicher. Besonders in der ersten Halbzeit konnten die Spielerinnen der DHfK, die zum ersten Mal in einem Handballfinale standen, dem Favoriten Paroli bieten. Sie traten mit einer gut gestaffelten Abwehr auf, in der die Weißenfelser Angreiferinnen konsequent neutralisiert wurden. Diese schossen zwar schnell das erste Tor, doch unbeeindruckt davon besannen sich die DHfK-Spielerinnen auf ihre eigenen Wurfqualitäten und erzielten nach zwölf Minuten die 2:1-Führung. Obwohl Weißenfels bis zum Halbzeitpfiff noch eine 3:2-Führung erkämpfen konnte, waren die spielerischen Mängel des Titelverteidigers unübersehbar. Der Beginn der zweiten Spielhälfte stand im Zeichen vergebener Chancen auf beiden Seiten. Nachdem Leipzig in der 27. Minute erneut der Ausgleich gelungen war, rissen die Weißenfelser Führungsspielerinnen um Inge Schandig endlich das Spielgeschehen an sich und bauten nach dem 4:3 in der 30. Minuten diese Führung konsequent aus. Zum Schluss entschied die Routine der Meisterspielerinnen das Endspiel.
| Weißenfels: Martina Hoffmann – Weckel, Fischer; Irene Maudrich, Gisela Reinhardt (1), Gisela Herden; Inge Schandig (4), Ursula Kahnt, Erika Quarg (1), Bachmann, Monika Pullert (1); Auswechselspielerin: Baumert DHfK: Kluger – Weber, Vogt; Bachmann, Urban, Marotzke (1); Dünkel, Adler, Große (1), Meisel (1), Krause; Auswechselspielerin: Hartmann |
| Schiedsrichter: Göldner (Meißen), Zuschauer: 6000 im Heinz-Steyer-Stadion (Dresden) |